# Carltheater

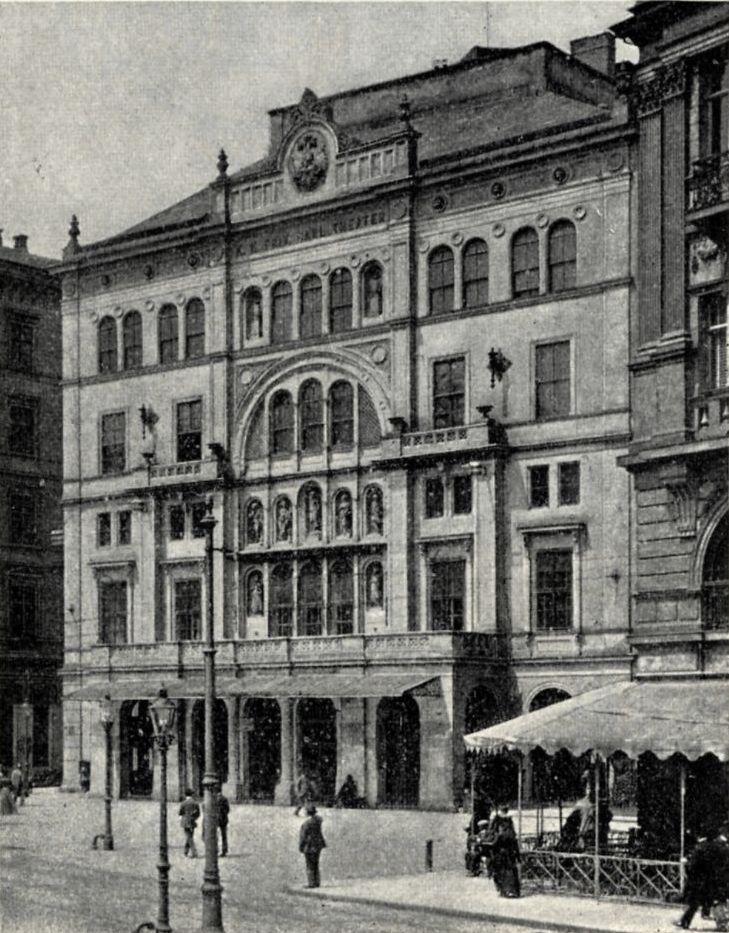
Carltheater omkring år 1900.

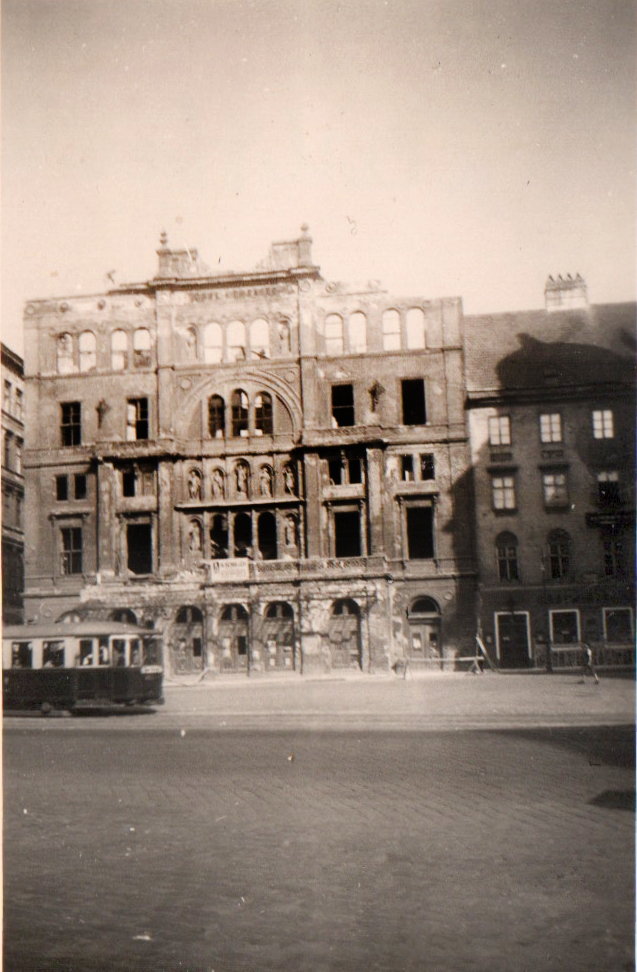
Carltheatr år 1951.

Carltheater var en teater i Wien. Den låg i förorten Leopoldstadt på Praterstraße 31 (på den tiden kallad Jägerzeile).
Teatern var efterföljare till Leopoldstädter Theater. Efter en serie av finansiella svårigheter såldes teatern 1838 till direktören Carl Carl, som fortsatte att driva den parallellt med sin egen Theater an der Wien fram till 1845. Två år senare revs byggnaden delvis och återuppbyggdes efter planer av arkitekterna August Sicard von Sicardsburg och Eduard van der Nüll, vilka senare skulle designa Wiener Staatsoper.
Teatern invigdes med namnet Carltheater samma år, 1847. Många folkliga teaterstycken av Johann Nepomuk Nestroy hade premiär här; mellan 1854 och 1860 var Nestroy chef för teatern. Under de följande åren kom många välkända wienerförfattare att skriva verk för Carltheater och stärkte dess rykte som ett favoritoperahus för wienska, folkliga stycken och operetter.
Efter en rad av snabba chefsbyten under 1900-talet blev teatern olönsam och stängdes slutligen 1929. År 1944 förstördes nästan salongen i ett bombanfall. Den arkitektoniskt värdefulla fasaden var emellertid förvånansvärt intakt efter kriget. 1951 demolerades teatern tillsammans med grannbyggnader, vilka inte hade blivit förstörda under kriget. Idag är platsen säte för "Galaxy"-byggnaden. Tills för några år sedan fanns det en plakett på Praterstraße som markerade den forna teaterns läge.

## Uruppföranden
- Die schlimmen Buben in der Schule, Burlesk i en akt av Johann Nestroy, 10 december 1847
- Freiheit in Krähwinkel, "Fars med sång" av Johann Nestroy, 1 juli 1848
- Judith und Holofernes, "Travesti med sång" av Johann Nestroy, 13 mars 1849
- Tannhäuser, Operapastisch av Johann Nestroy, Musik av Carl Binder, 31 oktober 1857
- Das Corps der Rache, Operett av Franz von Suppé, 5 mars 1864
- Dinorah oder Die Turnerfahrt nach Hütteldorf, Operaparodi av Franz von Suppé, 4 maj 1865
- Leichte Kavallerie oder Die Töchter der Puszta, Operett av Franz von Suppé, 21 mars 1866
- Freigeister, Operett av Franz von Suppé, 23 oktober 1866
- Banditenstreiche, Operett av Franz von Suppé, 27 april 1867
- Die Frau Meisterin, Operett av Franz von Suppé, 20 januari 1868
- Tantalusqualen, Operett av Franz von Suppé, 3 oktober 1868
- Isabella, Operett av Franz von Suppé, 5 november 1869
- Lohengelb, oder Die Jungfrau von Dragant, Operett av Franz von Suppé, 30 november 1870
- Can(n)ebas, Operett av Franz von Suppé, 2 november 1872
- Fatinitza, Operett av Franz von Suppé, 5 januari 1876
- Prinz Methusalem, Komisk operett av Johann Strauss den yngre, 3 januari 1877
- Der Teufel auf Erden, Operett av Franz von Suppé, 5 januari 1878
- Boccaccio, Operett av Franz von Suppé, 1 februari 1879
- Donna Juanita, Operett av Franz von Suppé, 21 februari 1880
- Die Carbonari, Operett av Carl Zeller, 27 november 1880
- Wiener Kinder, Komisk operett av Carl Michael Ziehrer, 19 februari 1881
- Der Gascogner, Operett av Franz von Suppé, 22 mars 1881
- Das Herzblättchen, Operett av Franz von Suppé, 4 februari 1882
- Der Vagabund, Operett av Carl Zeller, 30 oktober 1886
- Die Jagd nach dem Glück, Operett av Franz von Suppé, 27 oktober 1888
- Ein Deutschmeister, Operett av Carl Michael Ziehrer, 30 november 1888
- Das Modell, Operett av Franz von Suppé, 4 oktober 1895
- Wiener Blut, Operett av Johann Strauss den yngre, 25 oktober 1899
- Die drei Wünsche, Operett av Carl Michael Ziehrer, 9 mars 1901
- Das süße Mädel, Operett av Heinrich Reinhardt, 25 oktober 1901
- Der Rastelbinder, Operett av Franz Lehár, 20 december 1902
- Der Göttergatte, Operett av Franz Lehár, 20 januari 1904
- Die lustigen Nibelungen, Burlesk-operett av Oscar Straus, 12 november 1904
- Der Schätzmeister, Operett av Carl Michael Ziehrer, 10 december 1904
- Krieg im Frieden, Operett av Heinrich Reinhardt, 24 januari 1906
- En valsdröm, Operett av Oscar Straus, 2 mars 1907
- Die geschiedene Frau, Operett av Leo Fall, 23 december 1908
- Zigeunerliebe, Operett av Franz Lehár, 8 januari 1910
- Alt-Wien, Operett av Joseph Lanner, 23 december 1911
- Majestät Mimi, Operett av Bruno Granichstaedten, 11 februari 1911
- Großstadtmärchen, Operett av Richard Fall, 10 januari 1920
- Fürst Casimir, Operett av Carl Michael Ziehrer, 13 september 1913
- Polenblut, Operett av Oskar Nedbal, 25 oktober 1913
- Die erste Frau, Operett av Heinrich Reinhardt, 22 oktober 1915
- Glück bei Frauen, Operett av Bruno Granichstaedten, 4 december 1923
- Prinzessin Ti-Ti-Pa, Operett av Robert Stolz, 1928
- Lenin, Revolutions-Tragedi av Ernst Fischer, 26 september 1928